# Župni dvor u Donjoj Stubici
Župni dvor u Donjoj Stubici je objekt u Donjoj Stubici, zaštićeno kulturno dobro.

## Opis dobra
Župna kurija sagrađena je u središtu Donje Stubice prema projektu Jurja Eithera, a po nalogu tadašnjeg zagrebačkog biskupa Maksimilijana Vrhovca koji je 1820. godine naredio njezinu izgradnju na mjestu prijašnje kurije izgorjele u požaru. Građena je od opeke i dijelom od kamena, u klasicističkom stilu. Izduženog je pravokutnog tlocrta s podrumom nad kojim se diže prizemlje u čijim su se bočnim dijelovima nalazili gospodarski sadržaji te kat namijenjen stanovanju. Jednostavno klasicistički oblikovano ulično pročelje središnjeg stambenog dijela simetrično je koncipirano: centralno je smješten glavni ulaz izdignut stubištem. Zgrada ima veliku urbanističku vrijednost u oblikovanju središta naselja.

## Zaštita
Pod oznakom Z-1724 zavedena je kao nepokretno kulturno dobro – pojedinačno, pravna statusa zaštićena kulturnog dobra, klasificirano kao "sakralno-profana graditeljska baština".